# Vértes András
Vértes András (Budapest, 1951. szeptember 13. –) magyar közgazdász, a GKI Gazdaságkutató Zrt. elnöke.

## Pályája
A Marx Károly Közgazdaságtudományi Egyetemen végzett 1975-ben, 1977-ben egyetemi doktor lett. 1981 és 1987 között az Országos Tervhivatalnál dolgozott, ahol fokozatosan emelkedett a ranglétrán: csoportvezető volt, majd osztályvezető helyettes, osztályvezető, végül főosztályvezető.
1987-ben a Gazdaságkutató Intézet, a GKI elődje igazgatójának nevezték ki. 1992-ben a GKI Gazdaságkutató Rt. elnök-vezérigazgatója, 1998-tól csak elnöke.
2009. március 21-én, a kisebbségben kormányzó Szocialista Párt elnökségének ülése után Gyurcsány Ferenc kormányfő lehetséges utódjaként nevezte meg, Glatz Ferenccel és Surányi Györggyel együtt.

### Kormányzati tanácsadó
Vértes Andrásnak, illetve cégének, több gazdaságpolitikai tanácsadói megbízatása is volt.
2008 tavaszán, amikor Gyurcsány Ferenc második kormánya adócsökkentési alternatívakat vizsgált, Vértes a bérek „szuperbruttósítását” javasolta, ami 400 milliárd forinttal terhelte volna a költségvetést 2009-ben.

## Társadalmi megbízatásai
- 1988-1990 - a Gazdasági Reformbizottság tagja.[4]
- 1990-1995 - a Kék Szalag Bizottság munkabizottságának társelnöke.
- 1994 - 1994-ben a Miniszterelnöki Tanácsadó Testület tagja.
- 1996 - az Országos Statisztikai Tanács tagja.
- 2003-2004 - a Köztársaság Etikai Tanácsának tagja.
- A második Gyurcsány-kormány által létrehozott Államreform Bizottság tagja.

## Üzleti megbízatásai
- 1994 - a Fotex Rt. igazgató tanácsának tagja.
- 1995-1998 - A Medicor Rt. igazgató tanácsának tagja.
- 1995-1992 - a Pick Rt. és az Europool Rt felügyelő bizottságának elnöke.
- 1996-1998 - A Magyar Befektetési és Vagyonkezelő Rt. igazgatótanácsának elnöke.
- 1998 - az Aranykor ABN-Amro Nyugdíjpénztár igazgatótanácsának elnöke.
- 2002 - a Skála-Coop Rt. felügyelő bizottságának elnöke.

## Művei
- A gazdasági egyensúly, a termelés és az életszínvonal alakulása, 1980-1990; összeáll. Akar László, Vértes András, szerk. Tungli Márta; Reflektor, Bp., 1986 (Tények, adatok)
- Árvay János–Vértes András: The share of the private sector and the hidden economy in Hungary; GKI, Bp., 1995
- From socialism to capitalism in Hungary, 1990-2002; szerk. Vértes András; GKI, Bp., 1997
- A kapitalizmus alapjainak lerakása Magyarországon, 1990-2002; szerk. Vértes András; GKI Gazdaságkutató Rt.–Postabank és Takarékpénztár Rt., Bp., 1997
- Versenyképesség – 2015: jövőkép és tennivalók. 4. sz. előrejelzés; szerk. Vértes András, Viszt Erzsébet; GKI Gazdaságkutató Zrt., Bp., 2006
- Fehér könyv. Magyarország 2015. Jövőképek; összeáll. Ágh Attila, Tamás Pál, Vértes András; MTA Szociológiai Kutatóintézet, Bp., 2006
- Tanulmányok Magyarország versenyképességéről; szerk. Vértes András, Viszt Erzsébet; ÚMK, Bp., 2006 (Stratégiai kutatások – Magyarország 2015)
- Cikkek a cakkokról. Múltelemzés és jövőkép; szerk. Karsai Gábor, Vértes András; GKI Gazdaságkutató Zrt., Bp., 2007
- From the Lisbon strategy to the Europe 2020 strategy. Think European for the global action; szerk. Ágh Attila, Vértes András; "Together for Europe" Research Centre, Bp., 2010 (Together for Europe series)
- New progressive economic perspectives in the Central and Eastern European member states of the EU; szerk. Akar László, Vértes András; GKI Economic Research Co., Bp., 2013
- Ágh Attila–Vértes András–Fleck Zoltán: Tíz év az Európai Unióban. Felzárkózás vagy lecsúszás?; Kossuth, Bp., 2014

## Kitüntetése
- A Magyar Érdemrend tisztikeresztje (2006)